# Canariphantes junipericola
Canariphantes junipericola é uma aranha tecelã muito rara encontrada nos Açores. "O nome da espécie refere-se à árvore endêmica local dominante, Juniperus brevifolia, combinado com o verbo latino colo (viver)." A espécie está restrita a um pequeno fragmento da ilha das Flores, nos Açores, em Portugal, nas Reservas Florestais Naturais Caldeira Funda e Rasa.

## Anatomia
Espécime masculino coletado na Ilha das Flores por armadilhas de queda. Possui 1,3 de comprimento e 1,1 de largura, com todos os olhos de mesmo tamanho grande (exceto AME que são pequenos). Clípeo com altura aproximada de 2,5 vezes o diâmetro de AME, "quelíceras com 40 a 50 estrias estriduladoras, 3 dentes promarginais e 6 dentículos retromarginais. Prossoma amarelo. Esterno truncado anteriormente, aproximadamente triangular, escurecido". Não possui Glândula de Fickert.
Espécime feminino coletado na Ilha das Flores por armadilhas de queda. Possui comprimento 1,8 de comprimento e 1,4 de largura, com olhos como os dos machos, mas com PME separados pela metade do diâmetro. Clípeo mais alto, com cerca de 3,5 vezes o diâmetro de AME, "quelíceras com 30 a 40 estrias estridultórias, 3 dentes promarginais e 7 dentículos retromarginais. Prossoma amarelado a marrom".

## História Natural
A espécie foi descrita pela primeira vez por Crespo e Robert Bosmans, em 2014. Segundo eles, "o local onde esta espécie ocorre é um pequeno fragmento de floresta nativa e o único amostrado nesta ilha desprovido de abundantes musgos Sphagnum cobrindo o solo. Nesta pequena mancha de floresta dominada por Juniperus brevifolia, o solo apresenta pouca ou pouca cobertura herbácea, devido a uma copa fechada". Os autores afirmam que essa espécie "constrói suas teias na camada de solo da floresta sombreada de J. brevifolia", porque não foi encontrada em pontos sem sombra ou em pontos cobertos com musgo.
As principais ameaças são plantações de madeira e celulose, espécies invasoras não-nativas (Hydrangea macrophylla, Hedychium gardnerianum e Rubus ulmifolius), mudança e alteração de habitat, e secas. Tais fatores estão alterando a floresta que é habitat desta aranha, em especial a cobertura de briófitas e samambaias.